# WYAC (AM)
WYAC (930 kHz) è un'emittente radiofonica privata nazionale portoricana generalista fondata da David Ortiz Cintron nel 1970 ed edita dalla Federal Communications Commission di proprietà di Bestov Broadcast Group con sede a Cabo Rojo.
Il 31 ottobre 2003 la Federal Communications Commission ha assegnato alla stazione la sigla WYAC.  La stazione inizia le operazioni come WEKO il 9 gennaio 1970, fondata da David Ortiz Cintron e ripetitrice di NotiUno dal 1982 al 1999. WYAC, in qualità di satellite di WIAC, produce programmi locali, tra cui notiziari, che vengono ascoltati anche in tutta Porto Rico.